# Abhainn Dearg
Abhainn Dearg est une distillerie de whisky qui a commencé à produire en 2008. Elle est située sur l’île de Lewis, dans l'archipel des Hébrides extérieures.
Mark Tayburn sort son premier whisky en octobre 2011 et l'année suivante une version brut de fût à 58%.
En 2018, la distillerie distribue son premier 10 ans, 10000 bouteilles embouteillées à 46%.

## Source
- (en) Ingvar Ronde, « Abhainn Dearg », Malt Whisky Yearbook, vol. 2023,‎ novembre 2022.